# Нестор (Анісімов)
Не́стор (Ані́сімов), митрополи́т Кіровогра́дський і Микола́ївський (22 листопада 1885, м. В'ятка — 4 листопада 1962, Москва) — архієрей Російської православної церкви та її Українського екзархату, камчатський місіонер. Хіротонізований у єпископа 1916. Очолював Камчатську, Харбінську, Новосибірську єпархії Російської православої церкви та Кіровоградську єпархію Українського екзархату.

## Біографія

### Юність
Микола Олександрович Анісімов народився 22 листопада 1885 р. в м. В'ятці в сім'ї військового чиновника (статського радника) Свиязького полку Олександра Олександровича Анісімова та Антоніни Євлампієвни, доньки протоієрея-настоятеля В'ятської цвинтарної церкви (Охтирського кладовища).
З раннього дитинства відзначався глибокою релігійністю. Після закінчення реального училища стає послушником Казанського Спасо-Преображенського монастиря, а потім вступає на місіонерські курси при Казанської духовної академії на калмицько-монгольське відділення.

### Місія на Камчатці

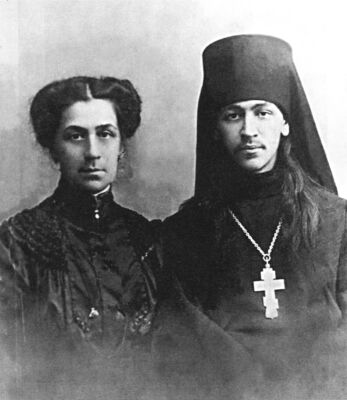
Ієромонах Нестор (Анісімов) із матір'ю Антоніною Євлампієвною напередодні від'їзду на Камчатку (бл. 1907).

17 квітня 1907 приймає чернечий постриг з іменем Нестора в честь прп. Нестора Літописця. 6 травня 1907 зводиться в сан ієродиякона, а через три дні, 9 травня, присвячується в ієромонахи.
У червні 1907 року, за благословенням о. Іоанна Кронштадтського, відправився місіонером на Камчатку до архієпископа Євсевія (Нікольського) Владивостоцького і Камчатського.
У 1907–1909 роках ієромонах Нестор сумлінно, часто з ризиком для життя, виконує свій пастирський обов'язок, проповідуючи і навертаючи у віру Христову тисячі язичників — камчадалов. Глибока повага до людей, їхньої мови та традицій, постійна готовність надати допомогу хворим, немічним і скривдженим здобули ієромонаху Нестору глибоку любов і довіру пастви у найвіддаленіших куточках величезного Камчатського краю.
У перші роки свого перебування в Камчатської області, ознайомившися з життям і побутом місцевого населення, ієромонах Нестор відзначив, що на Камчатці немає духовної місії і ніякої місіонерської роботи. Однак у камчадальских поселеннях були де-не-де православні парафії. Також і серед осілих та кочівних народностей: тунгусів, чукчів, коряк, алеутів та інших не проводилося ніякої духовної і культурної просвіти, не було шкіл для дітей цих народностей. Населення жило життям довірливих дітей природи й нічого не знало про світ, крім свого камчатського простого життя серед суворої природи. Їх експлуатували жорстоким і хижацьким чином приїджі торговці, які за дрібнички, за безцінь, або за горілку і спирт збагачувалися, а населення бідувало. Також певної шкоди завдавали населенню Камчатсько-Чукотського краю американці і японці. Американці, як і російські купці, десятки років безкарно обирали населення, нав'язуючи всякий непотріб, що привозили з Америки на шхунах. Японці, користуючись незначною охороною дореволюційного часу, спокійно виловлювали рибу, маючи сотні пароплавів і шхун в російських водах.
Усі ці негативні явища змусили о. Нестора звернути на них серйозну увагу, і він звернувся у Владивосток до свого керівника архієпископа Євсевія (Нікольського) із проектом створення Камчатської Духовної Місії і Камчатського Православного Братства, передбачаючи статутами цих установ широку освітньо-благодійну роботу із відкриттям Головної Ради Братства при єпархіальному архієреєві з відділеннями у Петербурзі, Москві, Києві та інших містах із метою зближення Камчатської околиці з діловим центром Російської імперії.

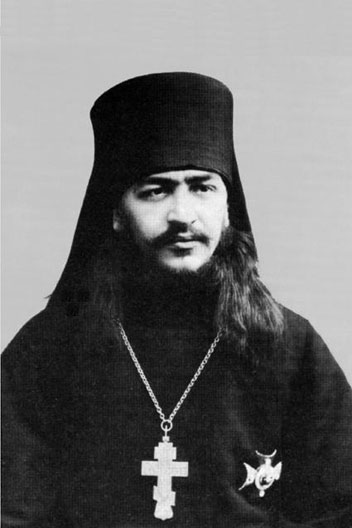
Ієромонах Нестор (Анісімов) у 1911 році.

На початку 1910 за благословенням правлячого архієрея, о. Нестор вирушає до Санкт-Петербурга із доповіддю про створення Камчатської Духовної Місії та Камчатського Православного Братства, але стикається з черствістю і навіть ворожістю бюрократів Синоду та його обер-прокурора. Це не зупиняє молодого ієромонаха. Ціною великих зусиль йому вдається привернути до ідеї створення Братства широку православну громадськість і депутатів Державної Думи. Однак вирішальну роль відіграло особиста участь царя Миколи Олександровича, цариці Олександри Федорівни й імператриці Марії Федорівни. Усі прохання про надання коштів на будівництво в Камчатської області були прийняті і задоволені державними установами, тобто Державною Думою та Державною Радою.
У результаті цих зусиль 14 вересня 1910 у Владивостоці було відкрито Благодійне Камчатське Братство, а незабаром його відділення в Санкт-Петербурзі, Москві, Києві та інших містах Російської імперії. Діяльно допомагали Братства св. рівноап. Миколай (Касаткін), архієпископ Японський, преподобномучениця велика княгиня Єлизавета Феодорівна, священномученик Володимир (Богоявленський), митрополит Київський і Галицький. Дійову допомогу надавала царська родина. Братству були подаровані церква, начиння, грошові кошти, надано пільги з перевезення вантажів. Офіційним Покровителем Братства став цесаревич Олексій Миколайович.
У 1910–1917 роках на кошти Братства на Камчатці були побудовані десятки церков, каплиць, шкіл, притулків, лікарень, лепрозоріїв і амбулаторій.
Камчатський братство зі столичними відділеннями збагатило Камчатська Духовну Місію не лише коштами, а й багатим інвентарем для місіонерських церков, шкіл, притулку для дітей кочівних народностей Камчатської області і для колоній прокажених. О. Нестор на братські кошти організував похідні аптеки, общину сестер милосердя, будував шкільні будівлі, притулки і церкви у Владивостоці, що в розібраному вигляді сплавлялися російськими робітниками у Камчатська область на пароплавах добровільного флоту.
О. Нестор бував у колоніях прокажених, часто відвідуючи хворих для вивчення умов їхнього існування, відвідав велику колонію прокажених в Ямбурзького повіті, тоді Петербурзької губернії.
Вивчивши тунгуську (евенкійську) і коряцьку мови, ієромонах Нестор переклав на місцеві мови Божественну Літургію, частково Євангеліє, склав словник і розмовні питання та відповіді на коряцькій мові. На тунгуську мову переклав молитву Господню «Отче наш…», заповіді Мойсея і заповіді Блаженства. За цю роботу о. Нестор у 1913 році був зведений у сан ігумена.
Після початку війни 1914 році о. Нестор організував і очолив санітарний загін «Перша допомога під вогнем» й особисто виносив з поля бою поранених, перев'язував їх, втішав і організовував відправку до лазаретів. Працював при Лейб-драгунському полку в кавалерії, сам верхи на коні, відправлявся з ескадроном в кінну атаку. За милосердя і героїзм ігумен Нестор був удостоєний вищої духовної військової нагороди — права носіння наперсного хреста на георгіївською стрічці, а також ряду бойових орденів.
В кінці 1915 році о. Нестор був відкликаний з фронту, зведений в сан архімандрита і продовжив свою пастирську місію на Камчатці.

### Архієрейське служіння
У 1916 році за постановою Всеросійського Святійшого Синоду обраний на першого самостійного єпископа Камчатського та Петропавлівського 29 жовтня 1916 о. Нестор на 31 році життя був возведений у єпископи в місті Владивостоці чотирма архіпастирями: архієпископом Євсевієм (Нікольським) Приморським і Владивостоцьким, архієпископом Сергієм (Тихомировим) Японським, архієпископом Євгенієм (Зерновим) Благовіщенським і єпископом Павлом (Івановським) Микільсько-Уссурійським.

У 1917–1918 роках єпископ Нестор бере участь у Всеросійському Помісному соборі і виборах св. Патріарха Тихона. Після жовтневих подій у Москві 1917 року бере участь у роботі комісії з фотографування і опису ушкоджень Кремля під головуванням священномученика Веніаміна, митрополита Петроградського та з благословення Собору видає книгу «Розстріл Московського Кремля», за що незабаром заарештовується більшовиками і більше місяця перебуває в ув'язненні. Після завершення роботи Собору єпископ Нестор з великими труднощами через Київ, Одесу, Крим, Османську імперію, Османську Сирію, Єгипет, Британську Індію та Республіку Китай добирається до Петропавловськ-Камчатського, де продовжує своє єпископське служіння. Незабаром, проте, владика виганяється більшовиками з Камчатки.

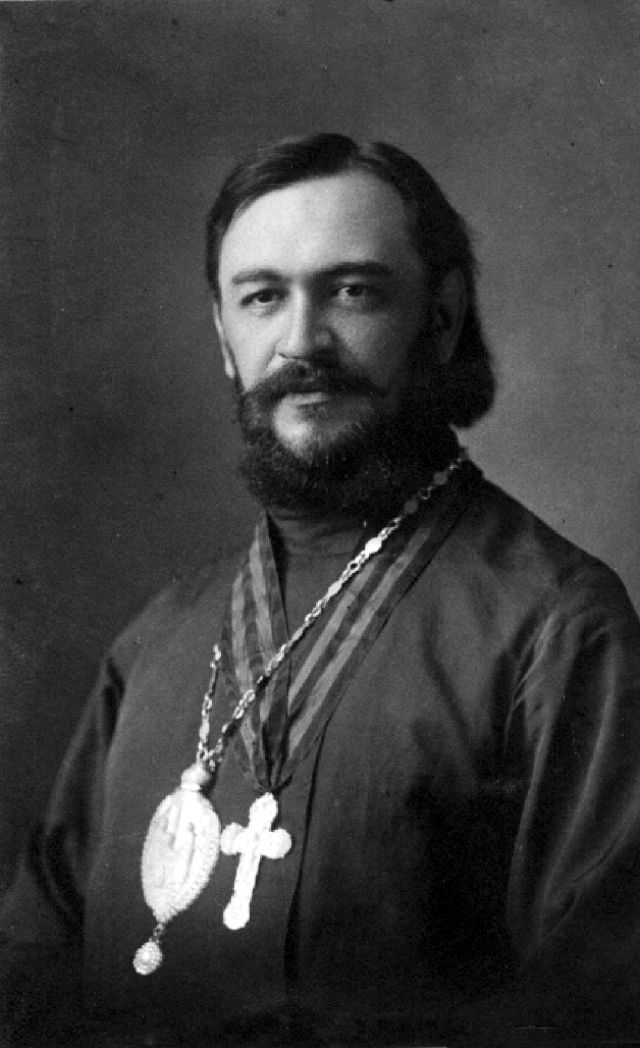
Єпископ Нестор (Анісімов) у 1923 році.

Будучи довіреною особою святителя Патріарха Тихона в 1919–1922 роках владика виконує ряд його доручень в Сибіру і на Далекому Сході. У 1921 році єпископ Нестор засновує Камчатське подвір'я в місті Харбіні (Маньчжурія), а пізніше Дім Милосердя і працелюбності, що дозволило зберегти тисячі життів дорослих і дітей, які потрапили у вир громадянської війни. Заснував притулки для дітей сиріт російської та китайської національностей, притулок для старців хроніків, сліпих і хворих калік, притулок для хлопців-наркоманів, притулок глухонімих, будинок для душевно-хворих (божевільних), школи з різними прикладними мистецтвами: живопису-іконопису, рукоділля, шиття та крою, ремесел: столярних, ткацьких, шевської майстерності; безкоштовні їдальні для бідноти, безкоштовну амбулаторію, зубний кабінет у Будинку милосердя. Діти сироти навчалися в гімназіях.
Перебуваючи у веденні Закордонного Синоду, Владика важко переживає негаразди 1920-30-х років, послідовно відстоюючи ідеї єдності стражденній Матері Церкви. У цей період він відвідує ряд країн Європи та Азії, зустрічаючись з ієрархами Російської Православної Церкви закордоном, предстоятелями ряду помісних Православних і інославних Церков. Кілька разів здійснює паломництво до Святої Землі.
У 1933 році єпископ Нестор був зведений в сан архієпископа.
У 1938 році архієпископ Нестор відвідав Індію, куди був запрошений Індійським Католикосом Патріархом Мар-Васіліусом, що очолював дохалкідонську християнську церкву, що походила від першого століття, за церковними переказами від апостола Фоми, що проповідував християнство в Індії. Шістсот тисяч цих християн на чолі з Патріархом і єпсикоптом висловлювали бажання возз'єднатися з Російською православною церквою. Архієпископ Нестор ознайомився з їхнім церковно-догматичним вченням і ознайоив їх на з постановами та канонічними правилами Вселенських соборів, тому що представники їхньої ієрархії не брали участь в останніх чотирьох Вселенських соборах. Сильного канонічного відступу в житті їх церков владика Нестор не виявив, натомість відзначив дисципліну і твердість їхньої віри, що є гарним прикладом для християн. Формально, після нарад архієпископа Нестора з представниками Індійської Церкви, було погоджено возз'єднання з Російською Церквою, але офіційне церковне возз'єднання було намічено на 1939 рік, щоб до того часу підготувати хіротонію єпископа для індуської Православної Церкви російського архімандрита Андроніка (Єлпидинського), що жив в Індії і теж вів діалог. Отець Андронік, глибокий аскет і подвижник, користувався великим авторитетом серед індійських християн, які самі відрізнялися високоморальним аскетичним життям. Однак почалася війна Японії з Англією, що перегородило шлях до Індії і зв'язок з Індійською Церквою була втрачена на довгі роки.
Слід відзначити перебування архієпископа Нестора на Цейлоні, через який йому лежав шлях до Індії. Там владика тяжко захворів на запалення нирок і потрапив до лікарні темношкірих сінгалозів. Відгук про догляд і турботи всіх хворих він дає найкращий, гідний похвали і подяки всьому медперсоналу лікарні, поставленому на першокласну висоту незалежно від національності, вірування і матеріального становища хворих.
У період місячного перебування владики в лікарні його щодня відвідував особистий секретар архімандрит Нафанаїл. Одного разу він прийшов повідомити владику, що до нього бажає прийти один старий ксьондз, що іменує себе «незалежним католиком». Владика раніше ніколи не чув про існування таких католиків. Він знав лише про старокатоликів. З дозволу старшого лікаря, владика Нестор прийняв цю людину. Це 80-ти річний ксьондз Василій Альварец — португалець. Він, дізнавшись з місцевих газет про прибуття російського православного архієпископа після наради з паствою, прийшов, щоб просити прийняти в безоплатний дар його костел з усією величезною садибою, з садом і з причтовим будинком. Причину цього дару о. Альварец розповів владиці зі сльозами. Католики португальці перші на Цейлоні заснували католицьку християнську Церкву з благословення Ватикану. Дядько о. Василя Альвареца був на Цейлоні єпископом і 18 парафій з костьолами були для них відкриті. Багато сінгалозів було навернено у католицтво. Мирне життя довгий час не порушувалося, але за дорученням Папи, з Риму прибули на Цейлон єзуїти зі своїм архієреєм і почали устикати португальців-ксьондзів, прагнучи забрати парафії. Виникла боротьба. Португальці не поступалися. У результаті єзуїти своїми жорстокими прийомами почали поступово отруювати і всякими заходами позбавляти життя португальських ксьондзів. Тоді останні оголосили себе «незалежними католиками» від Ватикану і Папи. Були також вбиті та отруєні різними способами єпископ португалець — засновник Цейлонський Католицької Церкви і всі ксьондзи. Залишився живим тільки о. Альварец, який розповів, що і його неодноразово намагалися отруїти і всіма способами відняти його останній прихід. Наприклад, скориставшись відсутністю його і слуги його будинку, єзуїти, пробравшись в його садибу, підсипали отруту в приготований варений рис для сніданку. Отець Василь, почавши є рис, вчасно звернув увагу, що рис знизу має зеленуватий колір. Тоді він і слуга його дали собаці цей рис і собака, з'ївши його, скоро здохла. «Стомився я від цих злочинців-єзуїтів, змучились мої парафіяни і ми, дізнавшись про ваш приїзд і вирішили все через мене звернутися до вас, російського архієрея, зі слізним проханням прийняти в дар наш костел і садибу безоплатно, тому що ми не хочемо залишати їх єзуїтам. Правда, я ніколи не бачив російського архієрея до цього дня, жодного російського священика, але чув багато, що в Російській Церкві немає єзуїтів, немає таких христопродавців-убивць, як це існує у Ватикані. Я вже старий і скоро відійду у вічність, але не можу допустити такого гріха, дати на поталу наш костел, мою паству. Ми всі просимо вас, Владико, взяти і всіх нас під своє архіпастирське заступництво. Дозвольте нам ходити на ваше Богослужіння і ми будемо вивчати ваше православ'я. І коли зрозуміємо, то готові бути вашими духовними дітьми, вашою паствою».
Після одужання архієпископ Нестор у супроводі свого секретаря, священика сінгалозця Англіканської Церкви, у якого владика мав тимчасовий притулок, і адвоката сінгалозца Абіратні відвідав о. Василя Альвареца, оглянувши костел і садиби, будинок, документи, й пішов назустріч переконливою прохання о. Альвареца, прийняти увесь цей дар. Склали акт безоплатної дарування, підписали обидві сторони і подали до Окружного Цейлонський суд, який незабаром затвердив архієпископа Нестора повноправним законним власником храму, будинки і всієї садиби. У день преподобного літописця Нестора і муч. Нестора Солунського уранці архієпископ Нестор освятив храм, відслужив першу Божественну Літургію в колишньому костелі. Молилися всі «незалежні католики», православні греки і четверо росіян, що жили тоді на Цейлоні.
Архієписокоп виїхав у Харбін, залишивши настоятелем Нафанаїла. Згодом єзуїти почали судовий процес проти владики, однак суд визнав законним власником останнього. Щоправда подальша війна Англії з Японією перекрила доступ до Цейлону й історія храму залишилася невідомою.
До 25-річчя архіерейства архієписокоп Нестор був нагородженим діамантовим хрестом на клобук. У 1945 році архієпископ Нестор зустрічав привітанням від віруючих міста Харбіна Радянську Армію. У тому ж році призначений Святішим Патріархом Московським і всієї Русі Алексієм керуючим Харбінському єпархією, а в 1946 році зведений у сан митрополита Харбіну і Маньчжурії, Екзарха Східної Азії.
14 червня 1948 він був заарештований у Харбіні перед самим від'їздом до Москви на святкування 500-річчя автокефалії Російської Церкви. Радянським судом засуджений до 8-ми років ув'язнення. У провину йому ставилися участь у перенесенні мощей св. прпмч. Єлизавети, організації Земського Собору у Владивостоці в 1922 році, видання книги «Розстріл Московського Кремля», будівництво каплиці вінценосних Мучеників та ін. Перебував у концтаборі селища Явас (Мордовія).
Після звільнення в 1956 році владика призначається митрополитом Новосибірським і Барнаульський.
22 травня 1957 нагороджений право носіння двох панагій.
8 вересня 1958 звільнений на спокій.
9 грудня 1958 — Кіровоградської єпархією Українського екзархату.
В останні роки життя владика багато їздить єпархією, звершує богослужіння, проповідує слово Боже, протестує проти закриття храмів богоборчої владою.
Помер митрополит Нестор 4 листопада 1962 Похований біля храму Патріаршого Подвір'я Троїце-Сергієвої Лаври в Передєлкіно.
Владика особливо шанував Свято-Успенську Києво-Печерську Лавру. Перше відвідування у 1905 році справило на нього незабутнє враження. У наступні роки (1909–1918, після 1956) він багато разів відвідував Лавру, молився біля її святинь. У важкий час, що передував її закриттю, митропоит кілька разів спеціально приїжджав до Лаври, щоб втішити її намісника і братію, зміцнити в них впевненість у неминучості перемоги Віри Христової

### Сайти
- Нестор (Анисимов) (Древо)
- http://atlasch.narod.ru/works/nestor_anisimov.htm
- https://web.archive.org/web/20070929104807/http://www.ortho-rus.ru/cgi-bin/ps_file.cgi?2_2620
- http://vladivostok.eparhia.ru/christian/vest/mitr_nestor/
- http://www.rusk.ru/st.php?idar=14620
- http://atlasch.narod.ru/works/arest.htm
- http://atlasch.narod.ru/autor.htm
- http://atlasch.narod.ru/works/pobornik.htm
- http://atlasch.narod.ru/works/ekzarch.htm